# Юрков, Николай Кондратьевич
Николай Кондратьевич Юрков (2 августа 1950, Урман, БАССР, РСФСР, СССР — российский ученый в области интеллектуальных систем автоматизированного управления производственными комплексами. Доктор технических наук, профессор. Заслуженный деятель науки Российской Федерации (2016).
Заведующий кафедрой «Конструирование и производство радиоаппаратуры» Пензенского государственного университета (с 2002).
Руководитель научно-педагогической школы «Моделирование и оптимизация в интеллектуальных системах проектирования и управления РЭС» ПГУ (с 2000 года).

## Биография
Родился 2 августа 1950 года в пос. Урман Башкирской АССР.
В 1972 г. с отличием окончил кафедру «Радиотехника» Пензенского политехнического института  и получил специальность инженер-радиотехник. В 1972 г. был направлен на научную стажировку в г. Ленинград, в 1973 поступил в целевую аспирантуру Ленинградского института авиационного приборостроения (ЛИАП). В 1977 году защитил кандидатскую диссертацию по кафедре «Антенно-фидерные устройства» ЛИАП по специальности «Радиолокация и радионавигация».
С 1976 г. работал младшим научным сотрудником кафедры «Радиотехника» ППИ. С 1978 г. работал ассистентом, старшим преподавателем, доцентом кафеды «Конструирование и производство радиоаппаратуры» ПГУ.
С 2002 года работает заведующим кафедрой «Конструирование и производство радиоаппаратуры» ПГУ.
В 2003 году защитил докторскую диссертацию в диссертационном совете Вычислительного центра им. А.А. Дородницына РАН по специальности 05.13.01 Системный анализ, управление и обработка информации (связь). Тема докторской диссертации: «Методы и средства обработки информации и управления интегрированными производственными комплексами систем связи». В 2001 году ему присвоено звание профессора.

## Научная деятельность
Опубликовал более 600 научных работ, в том числе 11 монографий, 30 учебных пособий, два учебника по технологии радиоаппаратостроения, один из которых вышел в 2014 г. в центральном издательстве «Лань».
Автор пяти авторских свидетельств и семи патентов РФ.
Профессор Н.К. Юрков известен среди специалистов оборонных отраслей промышленности как крупный ученый в области системного анализа и управления сложными интегрированными производственными комплексами. Под его руководством и при его непосредственном участии получены фундаментальные теоретические результаты по системному анализу, моделированию и синтезу алгоритмов управления интегрированными производственными комплексами, а также практические результаты при разработке концептуальных основ построения универсальной автоматизированной системы управления сложными производственными системами.
Является председателем оргкомитета международного симпозиума «Надёжность и качество», ежегодно проводимого Пензенским государственным университетом, начиная с 1996 г. Под его редакцией ежегодно издаются труды международного симпозиума «Надёжность и качество», входящие в РИНЦ и имеющие импакт-фактор 0,165.
Юрков Н.К. является главным редактором журнала «Надежность и качество сложных систем», а также членом редколлегий трёх ВАКовских журналов. Кроме этого Н.К.Юрков входит в редколлегии трех ВАКовских журналов и является членом оргкомитетов многих всероссийских и международных научно-технических конференций.

## Публикации

### Монографии
- Юрков Н.К.,Михайлов В.С. Интегральные оценки в теории надежности.Введение и основные результаты: монография. М.: Техносфера, 2020. 152 с.
- Юрков Н.К. Интеллектуальные компьютерные обучающие системы: монография. Пенза: Изд-во ПГУ, 2010. 304 с.
- Юрков Н.К. Машинный интеллект и обучение человека: монография. Пенза: ИИЦ ПГУ, 2008. 226 с.
- Быков В.В., Назаренко А.С., Юрков Н.К. Моделирование системы технического сервиса: монография. М.: Изд-во Моск. гос. ин-та леса, 2004. 86 с.
- Юрков Н.К. Модели и алгоритмы управления интегрированными производственными комплексами: монография. Пенза: ИИЦ ПГУ, 2003. 197 с.

### Статьи
- Yurkov N.K., Grishko A.K., Goryachev N.V., Kochegarov I.I. Dynamic analysis and optimization of parameter control of radio systems in conditions of interference // 2016 International Siberian Conference on Control and Communications, SIBCON 2016 - Proceedings. 2016. P. 749-764.
- Yurkov N., Grishko A., Goryachev N., Kochegarov I., Brostilov S. Management of structural components complex electronic systems on the basis of adaptive model // Modern Problems of Radio Engineering, Telecommunications and Computer Science, Proceedings of the 13th International Conference on TCSET 2016. 13. 2016. С. 214-218.
- Yurkov N., Grishko A., Goryachev N. Adaptive control of functional elements of complex radio electronic systems. International Journal of Applied Engineering Research. 2015. Т. 10. № 23. С. 43842-43845.
- Юрков Н.К., Гришко А.К., Кочегаров И.И. Методология управления качеством сложных систем // Труды международного симпозиума «Надежность и качество». 2014. Т. 2. С. 377-379.
- Юрков Н.К. Риски отказов сложных технических систем // Надежность и качество сложных систем. 2014. № 1 (5). С. 18-24.
- Юрков Н.К., Затылкин А.В., Полесский С.Н., Иванов И.А., Лысенко А.В. Функциональная модель информационной технологии обеспечения надежности сложных электронных систем с учетом внешних воздействий // Труды международного симпозиума «Надежность и качество». 2014. Т. 1. С. 184-187.
- Юрков Н.К., Кочегаров И.И., Данилова Е.А. Алгоритм моделирования процессов развития латентных технологических дефектов печатных плат // XII всероссийское совещание по проблемам управления ВСПУ-2014. Институт проблем управления им. В.А. Трапезникова РАН. 2014. С. 7092-7097.
- Юрков Н.К., Затылкин А.В., Полесский С.Н., Иванов И.А., Лысенко А.В. Информационная технология многофакторного обеспечения надежности сложных электронных систем // Надежность и качество сложных систем. 2013. № 4 (4). С. 75-79.

### Патенты
- Юрков Н.К., Григорьев А.В., Кочегаров И.И., Реута Н.С. Способ контроля технического состояния механизмов. Патент на изобретение 2765336 C1, 28.01.2022.
- Юрков Н.К., Горячев Н.В., Кузина Е.А. Способ многофакторного функционального подавления беспилотного летательного аппарата. Патент на изобретение 2749619 C1, 16.06.2021.
- Юрков Н.К., Григорьев А.В., Кочегаров И.И. Способ контроля технического состояния механизмов. Патент на изобретение 2726270 C1, 10.07.2020.
- Юрков Н.К., Горячев Н.В., Кузина Е.А. Способ двухфакторного функционального подавления беспилотного летательного аппарата. Патент на изобретение RU 2700206 C1, 13.09.2019.
- Юрков Н.К., Горячев Н.В., Кузина Е.А. Способ функционального подавления беспилотного летательного аппарата. Патент на изобретение RU 2700207 C1, 13.09.2019.

## Награды
- Заслуженный деятель науки Российской Федерации (2016)[5];
- Почётный работник высшего профессионального образования Российской Федерации (2007);
- Медаль им. Ю.А. Гагарина (2020) - за заслуги перед отечественной космонавтикой[6];
- Почетный профессор Пензенского государственного университета (2018)[7];
- Почетный профессор Актюбинского  Военного института Сил воздушной обороны Республики Казахстан;
- Благодарность Губернатора Пензенской области (2015);
- Почетная грамота Законодательного Собрания Пензенской области (2010);
- Почетная грамота Министерства образования РФ (2003).